# Judge
Judge är ett hardcore-band från New York i USA som skapades 1987 av gitarristen John "Porcell" Porcelly från bandet Youth of Today och trummisen Mike "Judge" Ferraro som Youth of Todays tidigare trummis på sång och på första inspelningen - en 7" EP - även trummor. Andra medlemmar tillkom snart.
Bandet splittrades tidigt under 1990-talet.
Det har getts ut ett album med alla bandets låtar, What It Meant: The Complete Discography.
Bandet spelar återföreningskonserter 2013, vilket är något som Ferraro tidigare avböjt.

## Medlemmar
- John "Porcell" Porcelly - sång, gitarr, bas (1987-1991, 2013-idag)
- Mike "Judge" Ferraro - trummor, sång (1987-1991, 2013-idag)
- Jimmy Yu - bas (1988-1989, 2013-idag)
- "Lukey" Luke Abbot - trummor (1988-1989)
- Sammy Siegler - trummor (1989-1991)
- Matt Pincus - bas (1989-1991)
- Lars Weiss - gitarr (1990-1991, 2013-idag)

## Diskografi
Studioalbum
- Bringin' It Down (1989)
- Chung King Can Suck It (1989)

EP
- New York Crew (1988)
- There Will Be Quiet... (1990)

Samlingsalbum
- What It Meant: The Complete Discography (2005)